# Карьялохья
Карьялохья (фин. Karjalohja) — община в провинции Уусимаа, губерния Южная Финляндия, Финляндия. Общая площадь территории — 163,40 км², из которых 42,11 км² — вода.

## Демография
На 31 января 2011 года в общине Карьялохья проживают 1489 человек: 752 мужчины и 737 женщин.
Финский язык является родным для 95,24 % жителей, шведский — для 1,81 %. Прочие языки являются родными для 2,95 % жителей общины.
Возрастной состав населения:
- до 14 лет — 17,13 %
- от 15 до 64 лет — 61,65 %
- от 65 лет — 21,49 %

Изменение численности населения по годам:
| Год  | Численность |
| ---- | ----------- |
| 1980 | 1194        |
| 1990 | 1347        |
| 2000 | 1438        |
| 2010 | 1493        |
| 2011 | 1489        |

## Известные уроженцы, жители
Лайла Улла-Майя Эхо-Саарио — финский кантор, органист и дирижёр.